# Kevin Visser
Kevin Visser (Delft, Países Bajos, 19 de julio de 1988) es un exfutbolista neerlandés que jugaba como centrocampista.

## Trayectoria

### ADO La Haya
En su juventud, Visser jugó en el Vitesse Delft, el DHC Delft, el VSV TONEGIDO, el RKC Waalwijk y el ADO La Haya.
Debutó en el fútbol profesional el 15 de agosto de 2010 en un partido del ADO La Haya contra el Roda JC Kerkrade. Marcó su primer gol con el primer equipo en un partido contra el De Graafschap Doetinchem en septiembre de 2010 tras haber entrado como suplente.

### Helmond Sport
El 21 de mayo de 2013 firmó un contrato de tres años con el Helmond Sport de la Eerste Divisie. En el momento de su fichaje declaró que había elegido fichar por un club de segunda división para desarrollarse como jugador. Debutó el 2 de agosto en un empate a domicilio contra el Excelsior Rotterdam.
Marcó sus primeros goles con el Helmond Sport el 7 de noviembre de 2014 -un triplete- en la victoria por 5-2 en la liga contra el SC Telstar Velsen.

### FC Volendam
Firmó un contrato de dos años con el FC Volendam en junio de 2016. El 5 de agosto debutó con el club en el partido de liga contra el Almere City FC. El 9 de diciembre marcó su primer gol en la victoria a domicilio por 6-0 contra el Aquiles '29.
Durante su estancia en el club se convirtió en capitán del equipo y en un valor fijo en el centro del campo.
Sufrió una grave lesión de rodilla durante un entrenamiento del equipo en julio de 2020, lo que le dejó fuera de juego durante más de un año. El 6 de agosto de 2021 hizo su reaparición oficial, entrando como suplente en el minuto 61 de un empate de liga 2-2 contra el FC Eindhoven por Calvin Twigt.

### Amsterdamsche FC
El 2 de mayo de 2022 acordó unirse al Amsterdamsche FC la Tweede Divisie para la temporada 2022-23.

## Estadísticas

### Clubes
Actualizado al último partido disputado el 27 de mayo de 2023.
| Club                               | Div.          | Temporada     | Liga  | Liga  | Copas nacionales | Copas nacionales | Copas internacionales | Copas internacionales | Total | Total |
| Club                               | Div.          | Temporada     | Part. | Goles | Part.            | Goles            | Part.                 | Goles                 | Part. | Goles |
| ---------------------------------- | ------------- | ------------- | ----- | ----- | ---------------- | ---------------- | --------------------- | --------------------- | ----- | ----- |
| ADO La Haya · Países Bajos         | 1.ª           | 2010-11       | 22    | 1     | 0                | 0                | —                     | —                     | 22    | 1     |
| ADO La Haya · Países Bajos         | 1.ª           | 2011-12       | 21    | 0     | 0                | 0                | —                     | —                     | 21    | 0     |
| ADO La Haya · Países Bajos         | 1.ª           | 2012-13       | 19    | 0     | 0                | 0                | —                     | —                     | 19    | 0     |
| ADO La Haya · Países Bajos         | Total club    | Total club    | 62    | 1     | 0                | 0                | 0                     | 0                     | 62    | 1     |
| Helmond Sport · Países Bajos       | 2.ª           | 2013-14       | 27    | 0     | 1                | 0                | —                     | —                     | 28    | 0     |
| Helmond Sport · Países Bajos       | 2.ª           | 2014-15       | 31    | 5     | 1                | 0                | —                     | —                     | 32    | 5     |
| Helmond Sport · Países Bajos       | 2.ª           | 2015-16       | 33    | 2     | 2                | 0                | —                     | —                     | 35    | 2     |
| Helmond Sport · Países Bajos       | Total club    | Total club    | 91    | 7     | 4                | 0                | 0                     | 0                     | 95    | 7     |
| F. C. Volendam · Países Bajos      | 2.ª           | 2016-17       | 24    | 3     | 3                | 0                | —                     | —                     | 27    | 3     |
| F. C. Volendam · Países Bajos      | 2.ª           | 2017-18       | 34    | 6     | 2                | 0                | —                     | —                     | 36    | 6     |
| F. C. Volendam · Países Bajos      | 2.ª           | 2018-19       | 36    | 3     | 1                | 0                | —                     | —                     | 37    | 3     |
| F. C. Volendam · Países Bajos      | 2.ª           | 2019-20       | 27    | 1     | 1                | 0                | —                     | —                     | 28    | 1     |
| F. C. Volendam · Países Bajos      | 2.ª           | 2020-21       | 0     | 0     | 0                | 0                | —                     | —                     | 0     | 0     |
| F. C. Volendam · Países Bajos      | 2.ª           | 2021-22       | 16    | 0     | 0                | 0                | —                     | —                     | 16    | 0     |
| F. C. Volendam · Países Bajos      | Total club    | Total club    | 137   | 13    | 7                | 0                | 0                     | 0                     | 144   | 13    |
| Amsterdamsche F. C. · Países Bajos | 3.ª           | 2022-23       | 28    | 2     | 1                | 1                | —                     | —                     | 29    | 3     |
| Amsterdamsche F. C. · Países Bajos | Total club    | Total club    | 28    | 2     | 1                | 1                | 0                     | 0                     | 29    | 3     |
| Total carrera                      | Total carrera | Total carrera | 318   | 23    | 12               | 1                | 0                     | 0                     | 330   | 24    |